# Isla Esperanto
La isla Esperanto (en búlgaro остров Есперанто, ‘Ostrov Esperanto’ 'os-trov es-pe-'ran-to) es la isla más grande y más nórdica del grupo de las islas Zeta, al norte de la península de Varna de la isla Livingston, que se halla en la parte sur de las islas Shetland del Sur en la Antártida. 
Es una isla rocosa no cubierta de hielo que se encuentra a 290 m s. n. m. y tiene una extensión de 950X900 m y un área superficial de 56 hectáreas. Está situada a 70 m al noroeste de la vecina isla de Phanagoria, y a 2,7 km al noroeste de Williams Point en la isla Livingston. El lugar era visitado a inicios del siglo XIX por cazadores de focas.
El nombre hace referencia al idioma auxiliar internacional esperanto.

## Reclamaciones territoriales
Argentina incluye a la isla en el departamento Antártida Argentina dentro de la provincia de Tierra del Fuego, Antártida e Islas del Atlántico Sur; para Chile forma parte de la comuna Antártica de la provincia Antártica Chilena dentro de la Región de Magallanes y de la Antártica Chilena; y para el Reino Unido integra el Territorio Antártico Británico. Las tres reclamaciones están sujetas a las disposiciones del Tratado Antártico.